# Vila čp. 933 ve Staré Boleslavi
Vila čp. 993 ve Staré Boleslavi (na adrese Vestecká 933) byla postavena v roce 1939 podle architektonického návrhu Antonína Límana.

## Historie
Dům byl vybudován v roce 1939 na základě návrhu Antonína Límana pro podnikatele Ing. Vladimíra Límana.
Vila čp. 933 je součástí širšího urbanistického celku společně s vilami čp. 871 (tzv. Pachlova vila) a čp. 880. Vila čp. 933 je dílem staroboleslavského architekta Antonína Límana a pochází z konce 30. let 20. století. Zatímco Pachlova vila byla zapsána do seznamu kulturních památek již v roce 2000, o návrhu na společný zápis vil čp. 880 a 933 rozhodovalo ministerstvo kultury až v roce 2004 a na základě jeho rozhodnutí byla vila čp. 880 včetně pozemků prohlášena kulturní památkou, zatímco pro vilu čp. 933 mělo být vydáno samostatné rozhodnutí. Pro nezájem majitelů však dosud vydáno nebylo.

## Architektura
Dům má zastavěnou plochu 150 m2, podlahovou plochu 230 m2 a je postaven v anglickém stylu. Obytná jsou 2 NP, dům je dále částečně podsklepen a má půdu. 1. NP je koncipováno jako společenské. Nalezneme zde jídelnu, obývací pokoj a pracovnu, která je vybavena krbem. V 1. NP je také kuchyně a spižírna. 2. NP jsou dvě ložnice, pokoj pro hosta, komora, šatna a koupelna.